# Nils Chrisander
Nils Olaf Chrisander, eg. Waldemar Olaf Chrisander, född 14 februari 1884 i Näsbyholm, Gärdslövs församling, död 5 juni 1947 i Skurup i Skåne, var en svensk skådespelare och regissör.

## Filmografi i urval
- 1914 – Ett återseende
- 1916 – Fången på Karlstens fästning
- 1916 – Das Gespenst im Opernhaus
- 1916 – Svärmor på vift eller Förbjudna vägar
- 1917 – Revelj
- 1918 – Nobelpristagaren

## Teater

### Roller
| År   | Roll              | Produktion                                            | Regi        | Teater      |
| ---- | ----------------- | ----------------------------------------------------- | ----------- | ----------- |
| 1910 | Franz             | Löjtnanten som förmyndare Leo Walter Stein            | Knut Nyblom | Vasateatern |
| 1910 |                   | Utan inbjudningskort Tristan Bernard                  | Knut Nyblom | Vasateatern |
| 1911 | Dick              | Alias Jimmy Valentine Paul Armstrong                  | Knut Nyblom | Vasateatern |
| 1911 | Första detektiven | Coralie och Co Maurice Hennequin och Albin Valabrègue | Knut Nyblom | Vasateatern |

### Fotnoter
1. ↑  ”Nils Chrisander”. Svensk Filmdatabas. http://www.sfi.se/sv/svensk-filmdatabas/Item/?type=PERSON&itemid=57837&ref=%2ftemplates%2fSwedishFilmSearchResult.aspx%3fid%3d1225%26epslanguage%3dsv%26searchword%3dNils+Chrisander%26type%3dPerson%26match%3dBegin%26page%3d1%26prom%3dFalse. Läst 20 februari 2013.
2. ↑  ”Löjtnanten som förmyndare”. Musikverket. http://calmview.musikverk.se/CalmView/Record.aspx?src=CalmView.Performance&id=PERF22427&pos=170. Läst 7 juli 2015.
3. ↑  ”Utan inbjudningskort”. Musikverket. http://calmview.musikverk.se/CalmView/Record.aspx?src=CalmView.Performance&id=PERF22428&pos=172. Läst 7 juli 2015.
4. ↑  ”Alias Jimmy Valentine”. Musikverket. http://calmview.musikverk.se/CalmView/Record.aspx?src=CalmView.Performance&id=PERF22430&pos=17. Läst 5 juli 2015.
5. ↑  ”Coralie och Co”. Musikverket. http://calmview.musikverk.se/CalmView/Record.aspx?src=CalmView.Performance&id=PERF22431&pos=176. Läst 8 juli 2015.